# Fodor Csenge
Fodor Csenge Réka (Keszthely, 1999. április 23. –) kétszeres junior világbajnok, négyszeres BL-győztes magyar válogatott kézilabdázó, balszélső, a Győri Audi ETO KC  játékosa.

## Sportpályafutása

### Klubcsapatokban
Fodor Csenge hat éves korában, Veszprémben kezdett kézilabdázni, a Csány-Szendrey Általános Művelődési Központban kezdte meg tanulmányait, itt kétszer jutalmazták Jó tanuló, jó sportoló elismeréssel, majd az általános iskola elvégzése után pedig a balatonboglári Nemzeti Kézilabda Akadémiára került ifj. Kiss Szilárd közbenjárásával, itt több alkalommal utánpótlás bajnoki címet szerzett. A korábban atlétikában, kislabda hajításban és különböző sprintszámokban korosztályos magyar bajnok Fodor 2014-ben amellett, hogy rendszeresen játszott a junior és ifjúsági bajnokságokban, bemutatkozhatott a másodosztályú felnőtt ligában is. 2017 nyarán igazolta le a Bajnokok Ligája címvédő Győri Audi ETO.  A győri csapattal négy évre szóló szerződést írt alá. A 2017-2018-as idényben bajnoki címet, Magyar Kupát és Bajnokok Ligáját nyert a csapattal. 2019 januárjában a CSM București elleni Bajnokok Ligája mérkőzésen súlyos vállsérülést szenvedett és meg kellett műteni. A szezon végére visszatért és második BL-győzelmét ünnepelhette a csapattal. 2021-ben és 2023-ban BL-bronzérmet, 2022-ben BL-ezüstérmet, valamint két bajnoki címet szerzett az ETO-val.
2023 augusztusában egy felkészülési mérkőzésen szenvedett térdsérülést, mely miatt a 2023/24-es szezon első felét ki kellett hagynia.

### A válogatottban
Tagja volt a 2015-ben Európa-bajnoki bronzérmes junior válogatottnak, 2017-ben pedig az U19-es korosztállyal vett részt a celjei korosztályos Európa-bajnokságon. Részt vett a hazai rendezésű 2018-as junior női kézilabda-világbajnokságon, amelyen a magyar válogatott csapatával aranyérmet szerzett.
Első felnőtt világversenye a 2021-es világbajnokság volt, a keretbe Schatzl Nadine pozitív koronavírustesztjét követően került be.

## Sikerei, díjai
- Junior Eb-bronzérmes: 2015
- Junior vb-aranyérmes: 2018, 2019[13]
- Bajnokok Ligája-győztes: 2018, 2019, 2024, 2025
  - Ezüstérmes: 2022
  - Bronzérmes: 2021, 2023
- Magyar bajnokság győztese: 2018, 2019,[14] 2022, 2023, 2025
  - Ezüstérmese: 2021, 2024
- Magyar Kupa-győztes: 2018, 2019, 2021
  - Ezüstérmes: 2022, 2023, 2024, 2025

## Magánélete
Korábbi párja Vida Máté labdarúgó. Jelenleg egy párt alkot Bruna de Paula brazil kézilabdázóval.